# Elchesheim-Illingen
Elchesheim-Illingen ist eine Gemeinde in Baden-Württemberg, zwischen Karlsruhe und Rastatt gelegen.

## Geografie

### Lage
Elchesheim-Illingen liegt 1,8 km östlich des Rheins – stromabwärts betrachtet zwischen Steinmauern im Südsüdwesten und Au am Rhein im Nordnordosten. Im Gemeindegebiet liegen der Altrhein bei Elchesheim und der Illinger Altrhein.

### Nachbarorte
In unmittelbarer Nachbarschaft liegen folgende Orte:
Au am Rhein, Würmersheim (zu Durmersheim), Bietigheim, Steinmauern und Mothern (Frankreich).

### Gemeindegliederung
Die Gemeinde Elchesheim-Illingen besteht aus den früheren Gemeinden Elchesheim und Illingen, zu denen jeweils nur die gleichnamigen Dörfer gehören.

## Geschichte

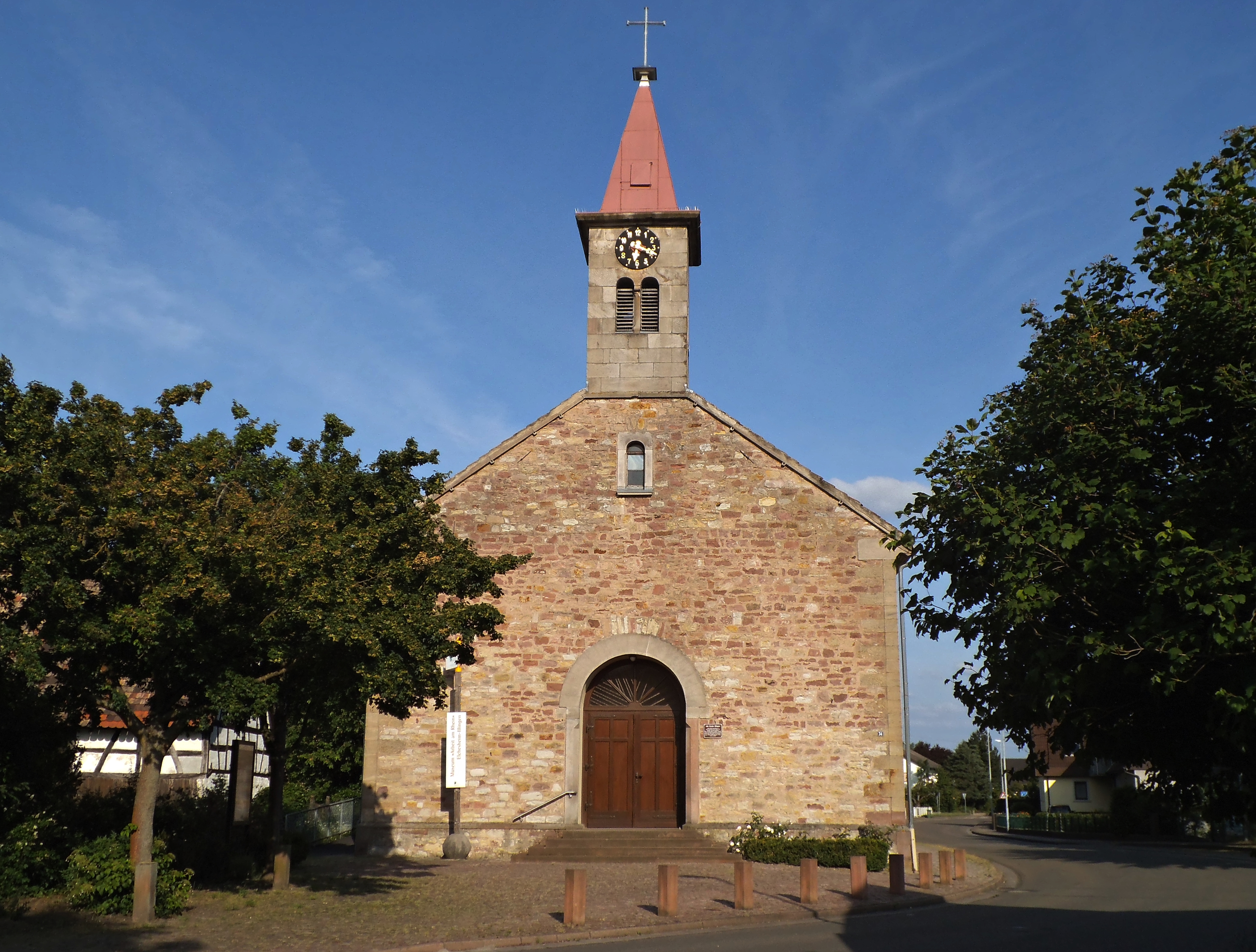
Alte Kirche in Illingen

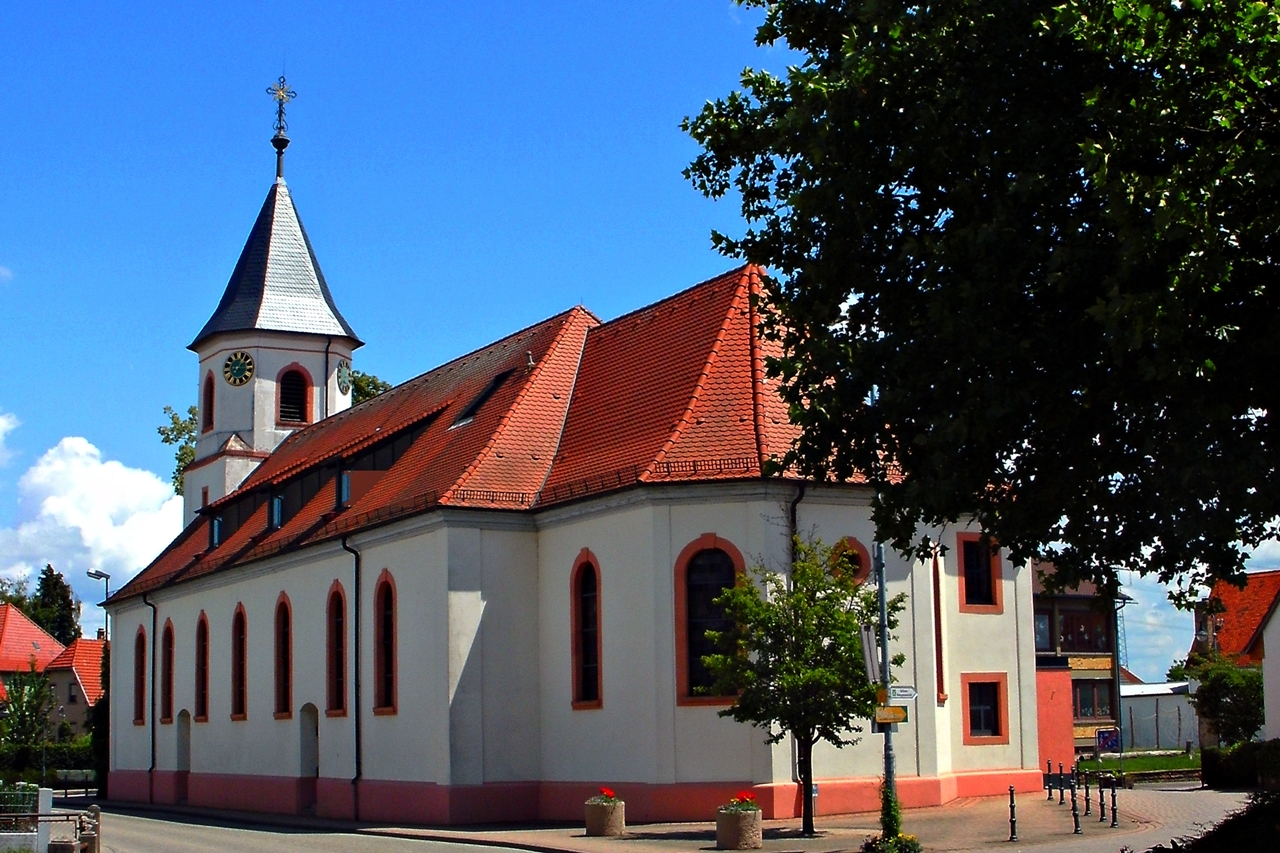
Kirche in Elchesheim

### Erste Erwähnung
Illingen wurde erstmals urkundlich im Jahre 960 erwähnt. Die erste urkundliche Erwähnung von Elchesheim erfolgte im Jahre 1102.

### Fusion
Im Laufe der Zeit wuchsen beide Orte zusammen, was dann im Zuge der baden-württembergischen Gemeindegebietsreform am 1. Juli 1971 zum Zusammenschluss beider Gemeinden zur Gemeinde Elchesheim-Illingen führte.

### Ortsteil Elchesheim
Die Gemeinde Elchesheim wird erstmals im Jahr 1102 urkundlich erwähnt. In dieser Zeit war Elchesheim ein Gut, das aus einem Herrenhof und einer Burg bestand. Diese Burg war Eigentum des Kaisers Heinrich IV. Sie diente ihm und seinem Gefolge bei den ausgedehnten Jagden zum vorübergehenden Aufenthalt. Ein Jahr vor dem Mainzer Landfrieden (1103) schenkte Kaiser Heinrich IV. das ganze Gebiet von Elchesheim dem Hochstift Speyer. Die Burg ist längst verschwunden und vergessen. Erste zahlenmäßige Unterlagen über die Einwohner von Elchesheim sind dem Speyerischen Visitationsprotokoll aus dem Jahr 1683 zu entnehmen. 35 Jahre nach Ende des Dreißigjährigen Krieges werden in dieser Niederschrift 18 katholische Familien (rund 100 Seelen) aufgeführt. Gemessen an den großen Verlusten dieses Krieges wird die Einwohnerzahl um das Jahr 1600 auf rund 200 geschätzt.
Kaum hatte man die Wirren des Dreißigjährigen Krieges hinter sich gebracht, waren es 1689 französische Truppen, die unter General Mélac viele Dörfer und Städte zerstörten, wovon auch Elchesheim und die Nachbarorte betroffen waren. Die etwa Mitte des 19. Jahrhunderts erneut aufkommenden Unruhen in der unmittelbaren Umgebung, die wirtschaftliche Not und vor allem die Unsicherheit über die Zukunft müssen es wohl gewesen sein, die viele Einwohner bewogen, ihre Heimat zu verlassen, um nach Südosteuropa, Russland oder Amerika auszuwandern. Trotz der Kriege 1870–1871 sowie der beiden Weltkriege konnte fortan ein kontinuierliches Wachstum der Bevölkerungszahl beobachtet werden.

### Ortsteil Illingen
Nach Auffassung der Heimatforscher geht die Gründung von Illingen bereits in das 10. oder gar 9. Jahrhundert zurück. Im Urkundenbuch zur Geschichte der Bischöfe von Speyer findet der Ort schon im Jahre 960 erstmals Erwähnung. Noch vorhandene alte Akten lassen darauf schließen, dass Illingen eines jener Dörfer war, welche seit frühesten Zeiten sehr unter den Tücken des Rheines zu leiden hatten. Aus den Akten ist ebenso zu ersehen, dass Illingen früher Filialkirche der linksrheinischen Gemeinde Mothern war. Hieraus lässt sich auch mit Sicherheit schließen, dass ein Rheinarm, wie dies im Übrigen auch alte Lagepläne zeigen, noch im 15. Jahrhundert östlich von Illingen vorbeifloss. Dies bedeutete, dass Illingen vor der Rheinbegradigung durch Tulla früher zeitweise linksrheinisch war.
Bedingt durch die immer wieder veränderten Flusswindungen des Rheins mussten die Bewohner von Illingen ihren Ort mehrfach umsiedeln. Auf der Rheinbefahrungskarte aus dem Jahre 1590 ist auch ersichtlich, dass das Dorf zu diesem Zeitpunkt an der Murgmündung lag. Illingen gehörte zum Hochstift Speyer und war dem Oberamt Lauterburg unterstellt. Ab 1773 wurde Illingen von der Pfarrei Elchesheim versorgt, ehe man ab 1803–1948 und 1952–1967 offiziell Filialort der Pfarrei Elchesheim war. Illingen entwickelte sich in den 1950er Jahren zu einer Wohngemeinde, Fischerei und  Landwirtschaft nahmen in der Bedeutung ab.

## Politik

### Bürgermeister
- 1971–1987: Klemens Wittmann
- 1987–2003: Kurt Hertweck
- 2003–2011: Joachim Ertl
- seit 2011: Rolf Spiegelhalder

Spiegelhalder wurde im März 2011 mit 91,27 % der Stimmen gewählt.

### Gemeinderat
Der Gemeinderat hat 12 ehrenamtliche Mitglieder, die für fünf Jahre gewählt werden. Hinzu kommt der Bürgermeister als stimmberechtigter Gemeinderatsvorsitzender.
Die Kommunalwahl 2024 führte zu folgendem Ergebnis (in Klammern: Unterschied zu 2019):
| Gemeinderat 2024                | Gemeinderat 2024 | Gemeinderat 2024 | Gemeinderat 2024 | Gemeinderat 2024 |
| Partei / Liste                  | Stimmenanteil    | Sitze            |                  |                  |
| ------------------------------- | ---------------- | ---------------- | ---------------- | ---------------- |
| Elchesheim-Illinger Liste (EIL) | 49,7 % (−4,3)    | 6 (−1)           |                  |                  |
| CDU                             | 36,3 % (+8,1)    | 4 (+1)           |                  |                  |
| Alternative Bürgerliste (ABL)   | 13,9 % (−3,9)    | 2 (±0)           |                  |                  |
| Wahlbeteiligung: 66,8 % (-0,1)  |                  |                  |                  |                  |

## Wirtschaft und Infrastruktur

### Verkehr
Landes- und Kreisstraßen führen nach Au am Rhein, Würmersheim, Bietigheim und Steinmauern. Als Nahverkehr gibt es nur Busse, keine Bahn. Die nächstgelegene Bundesstraße ist die B36, die östlich von Bietigheim und Durmersheim verläuft, der nächste Flughafen ist der Flughafen Karlsruhe/Baden-Baden. Die nächste Großstadt ist Karlsruhe, 16 km nordöstlich und in 20 Minuten erreichbar.
Durch Elchesheim-Illingen verläuft die rechtsrheinische Variante des Rheinradwegs, der von der Quelle des Rheins am Oberalppass im Schweizer Kanton Graubünden bis zur Mündung bei Rotterdam führt. Er quert bei Steinmauern die Murg und verläuft über Elchesheim-Illingen nach Au am Rhein und weiter nach Rheinstetten (Neuburgweier, Mörsch und Forchheim). Der Radfernweg ist als Eurovelo-Route 15 (Rheinradweg) und als D-Route 8 (Rhein-Route) ausgewiesen.
Elchesheim-Illingen ist Mitglied der AGFK (Arbeitsgemeinschaft Fahrrad- und Fußverkehrsfreundlicher Kommunen) in Baden-Württemberg.

### Bildung
Mit der Rheinwaldschule verfügt Elchesheim-Illingen über eine Grundschule. Zudem gibt es einen römisch-katholischen Kindergarten.

## Kultur und Sehenswürdigkeiten

### Museen
Im Ortsteil Illingen ist in der ehemaligen Kirche das Museum Arbeit am Rhein untergebracht, das sich mit den typischerweise am Oberrhein ausgeübten Berufen beschäftigt. Außerdem ist dort die Medaillensammlung des Leichtathleten Heinz Fütterer ausgestellt.

### Gewässer und Natur
Der Goldkanal und der Rhein gehören zu den wichtigsten Gewässern in Elchesheim-Illingen, beide auf dem Gebiet des Teilortes Illingen gelegen. Beide Gewässer und die darum liegenden Wälder stehen unter Naturschutz. Ein Hochwasserdamm schützt das Dorf vor den Überschwemmungen des Rheins.
Am Goldkanal sind zahlreiche Wasser- und Angelsportvereine ansässig. Bademöglichkeiten sind allerdings wegen der intensiven Nutzung durch Kieswerke nur beschränkt vorhanden.
Das Dorfgebiet wird von einem ehemaligen Altrheinarm durchflossen, welcher die Grenze zwischen den Teilorten Elchesheim und Illingen bildet.

## Sport
Seit 2014 spielt der FV Rot-Weiß Elchesheim 1929 e. V. erstmals in der Fußball-Landesliga, seit der Saison 2022/2023 in der Verbandsliga.

## Persönlichkeiten

### Ehrenbürger
- 1987: Klemens Wittmann, Altbürgermeister
- 1996: Bernhard Bitterwolf, langjähriger Gemeinderat der CDU
- 2004: Heinz Fütterer, Leichtathlet
- 2011: Kurt Hertweck (* 1941), ehemaliger Bürgermeister[8]

### In Elchesheim-Illingen geboren
- Martin Melzer (1901–1944), SS-Hauptsturmführer und Kommandeur der Wachmannschaften in den KZ Neuengamme, Dachau und Majdanek, geboren in Elchesheim